# 17439 Juliesan
A 17439 Juliesan (ideiglenes jelöléssel (17439) 1989 TR3) a Naprendszer kisbolygóövében található aszteroida. Eric Walter Elst fedezte fel 1989. október 7-én.